# Palazzo Colonna
Palazzo Colonna è un palazzo romano, che ora occupa l'isolato compreso tra piazza Santi Apostoli, via Ventiquattro Maggio, via Quattro Novembre e piazza della Pilotta, e si estende su un'area dove già prima dell'anno 1000 sono documentati edifici, case, fortezze appartenenti ai conti di Tuscolo, dai quali discende la nobile famiglia dei Colonna cui tuttora appartiene. 
L'area occupata dall'edificio inclusa la villa al Quirinale copre una estensione totale di circa tre ettari che lo rende in assoluto il palazzo nobiliare più esteso della città.
Lo stemma della famiglia, e quindi il nome, secondo taluni sembra prendere appunto il nome dalla vicina Colonna Traiana, a testimoniare la forte influenza della famiglia in quella zona.

## Storia

### L'insediamento medievale
Fin dal XII secolo si hanno notizie di un palazzo e di un castello dei Colonna nell'area dove si trova quello attuale, insieme ad altri edifici sempre della famiglia in prossimità di esso; il complesso di abitazioni che vi sorgeva, raccolte intorno alla basilica dei Santi XII Apostoli, era il fulcro di una estesa area di proprietà della famiglia che si estendeva dal Quirinale fino al Monte Acceptorium (Montecitorio) e che tra l'altro includeva la limitrofa area dove sorge il palazzo Odescalchi, e l'area dove sorge tuttora il palazzo Sciarra. Sullo stesso luogo ne era testimoniata la presenza della corte di Alberico di Roma Princeps atque Senator omnium Romanorum sin dal secolo X.
Il corpo principale del palazzo, già fatto abbattere da papa Bonifacio VIII, venne presto riedificato e già dal XIV secolo ospitò personalità illustri, come l'imperatore Ludovico il Bavaro e Castruccio Castracani (1328) e poi Francesco Petrarca, amico della famiglia, quando nel 1341 venne incoronato poeta in Campidoglio. Con il tribuno del popolo Cola di Rienzo restauratore della repubblica a Roma nel 1347, nemico dei nobili e soprattutto dei Colonna, questi furono scacciati dalla città e si rifugiarono nei palazzi della famiglia a Marino. Dopo la caduta del regime di quest'ultimo, quando Cola nel 1354 fu ucciso da un popolano in Campidoglio mentre tentava la fuga, il cadavere venne trascinato fino al palazzo e lì appeso per due giorni e una notte.

### Il palazzo nel XV e XVI secolo

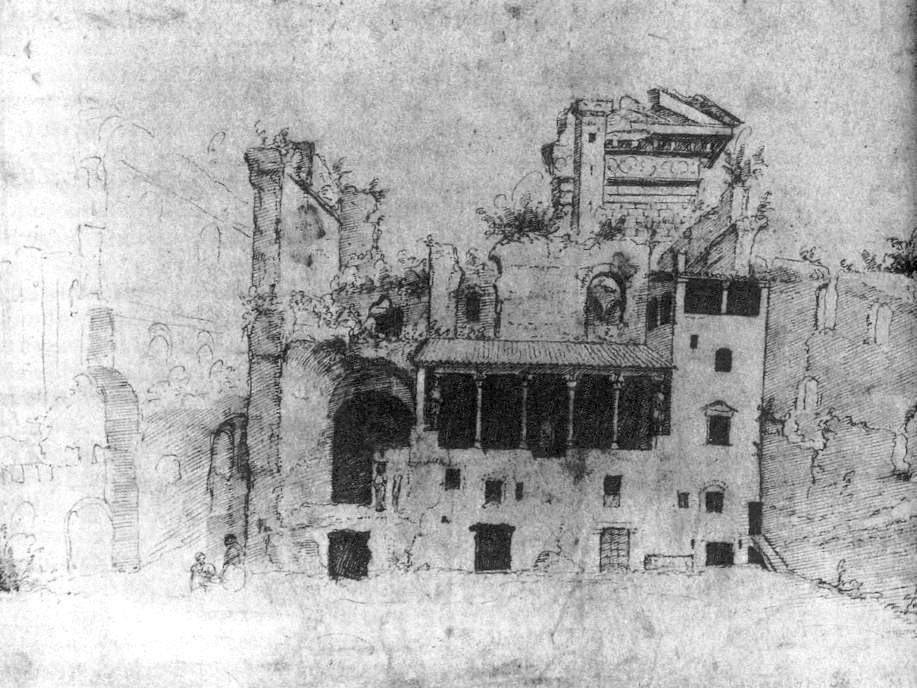
Maarten van Heemskerck, Loggia dei Colonnesi e i resti del Serapeo (1534 - 1536)

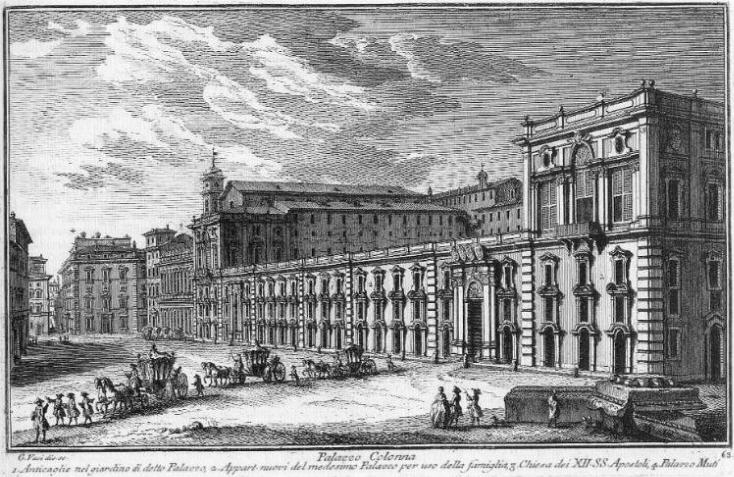
Palazzo Colonna in una raffigurazione del 1748

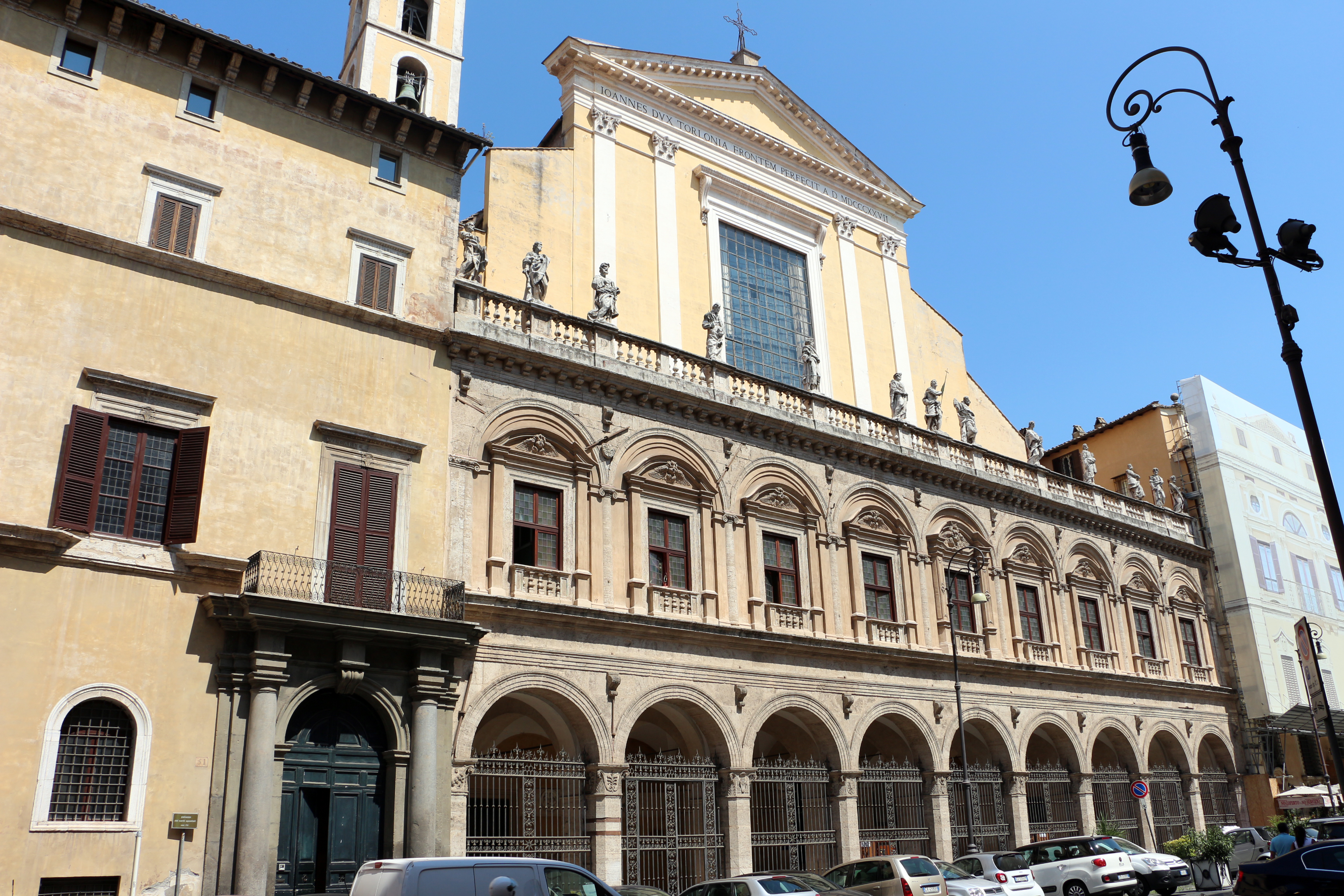
Il palazzo del vaso, ora sede dell'Ordine dei frati minori conventuali, e la basilica dei Santi XII Apostoli

Al principio del secolo XV Giordano Colonna, signore di Genazzano, poi principe di Salerno dal 1419, fratello maggiore del futuro papa Martino V, abitava il palazzo prospiciente la piazza dell'Olmo odierna Piazza della Pilotta; questo edificio non pare identificabile con quello ritratto da Maarten van Heemskerck (1534-1536), noto sin dal secolo XIV come Loggia dei Colonnesi inglobato poi nel palazzo detto “dell'olmo” e demolito nel 1926 per fare posto alla Pontificia Università Gregoriana e dove visse per alcuni anni Ferdinando Gonzaga come affittuario della nobile famiglia. Questo palazzo altrimenti detto palazzetto, che almeno dal secolo XVII venne normalmente affittato a cardinali, sarebbe stato inglobato insieme a quanto rimaneva delle rovine dette "anticaglie" del probabile tempio del Sole o del tempio di Serapide nel "Casino nuovo", secondo un progetto mai realizzato visibile nella veduta del giardino Colonna di Giuseppe Vasi della metà del secolo XVIII; il palazzo era altresì contraddistinto dal n. 258 nella contemporanea pianta di Giovanni Battista Nolli come "Palazzo e giardino del Connestabile Colonna con Ruine antiche". Alle spalle dell'edificio verso il Quirinale era addossata la Torre Mesa definitivamente abbattuta nel 1574.
L'edificio dove risiedeva Giordano con il nipote Antonio e i loro congiunti del ramo di Genazzano era verosimilmente quello detto, a partire dal XV secolo, "del vaso" posto anch'esso in prossimità della piazza e della via della Pilotta anticamente nota come via Biberatica alle spalle e sul lato sinistro della basilica dei Santi XII Apostoli. Questo edificio, a detta di Pasquale Adinolfi, era quello più antico e pervenuto ai Colonna dai conti di Tuscolo, che successivamente fu ampliato fino alla piazza dei SS. Apostoli sul lato sinistro della basilica omonima per opera dei Della Rovere, a cui pervenne nella seconda metà del secolo XV.
Adiacente alla basilica dei Santi XII Apostoli sul lato destro, risultava essere almeno sin dal secolo XIII un altro edificio della famiglia destinato a residenza dei suoi cardinali, dove visse lo stesso cardinale Oddone futuro papa Martino V, e che dopo la sua morte passò temporaneamente ad altri proprietari tra cui il Cardinale Bessarione che ampliò l'edificio adiacente al lato sinistro della basilica includendo i resti dell'antica chiesa di Sant'Andrea de Biberatica, che doveva sorgere nell'area dell'attuale 2° cortile del palazzo, e i parenti di papa Sisto IV, tra cui Giuliano della Rovere poi papa Giulio II che vi fece costruire la palazzina omonima con affreschi del Pinturicchio, tornando nelle mani dei Colonna nel 1517 con bolla di papa Leone X. In questo edificio vennero praticati dei passaggi con la basilica adiacente in modo da consentire ai componenti della famiglia di assistere da apposite tribune ancora visibili, alle celebrazioni senza uscire dal palazzo.

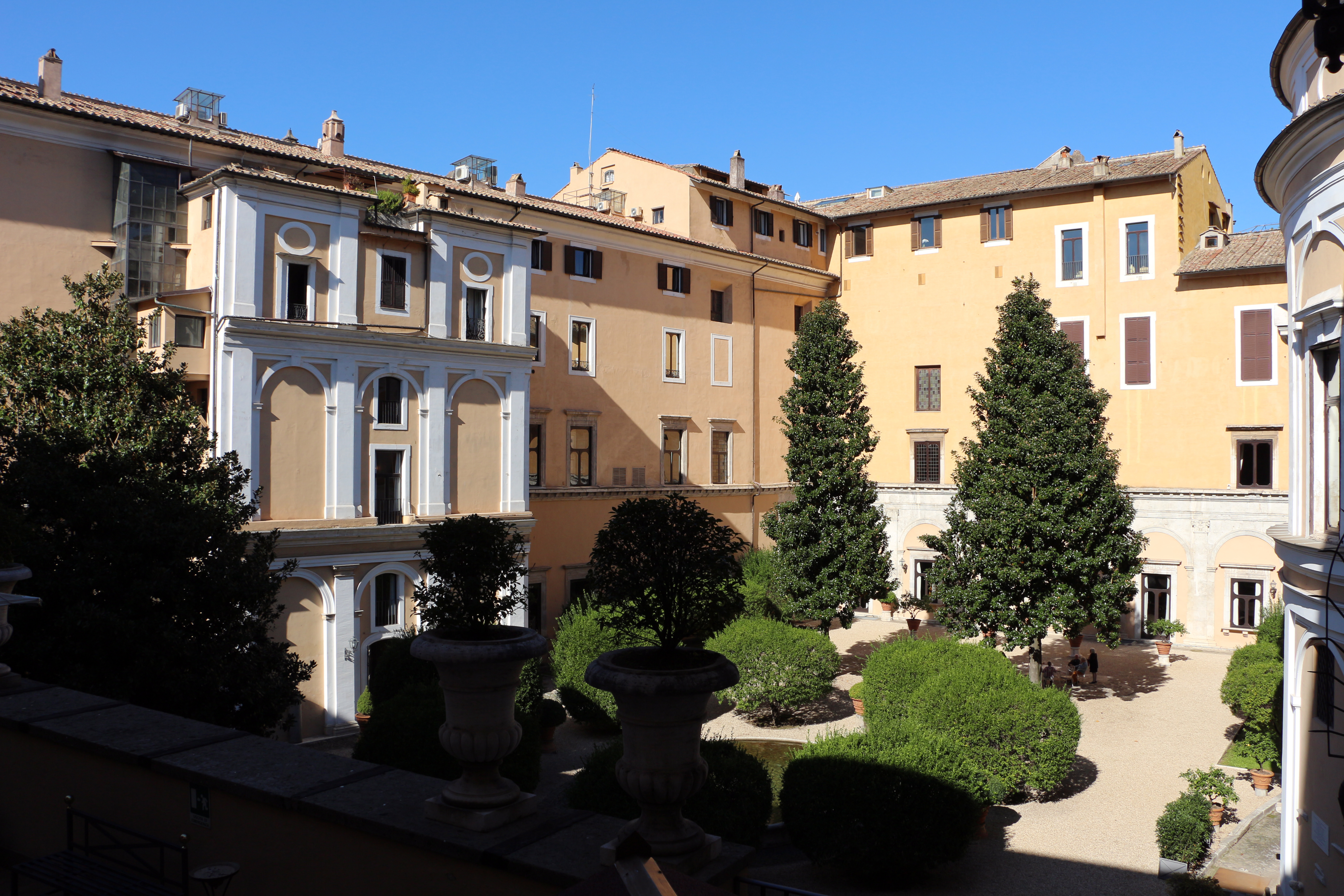
2° cortile di palazzo Colonna già noto come Viridarium pulcherrimum con l'ala "bessarionea" e, sulla destra, la palazzina con loggia ed archi fatta edificare da Giuliano della Rovere

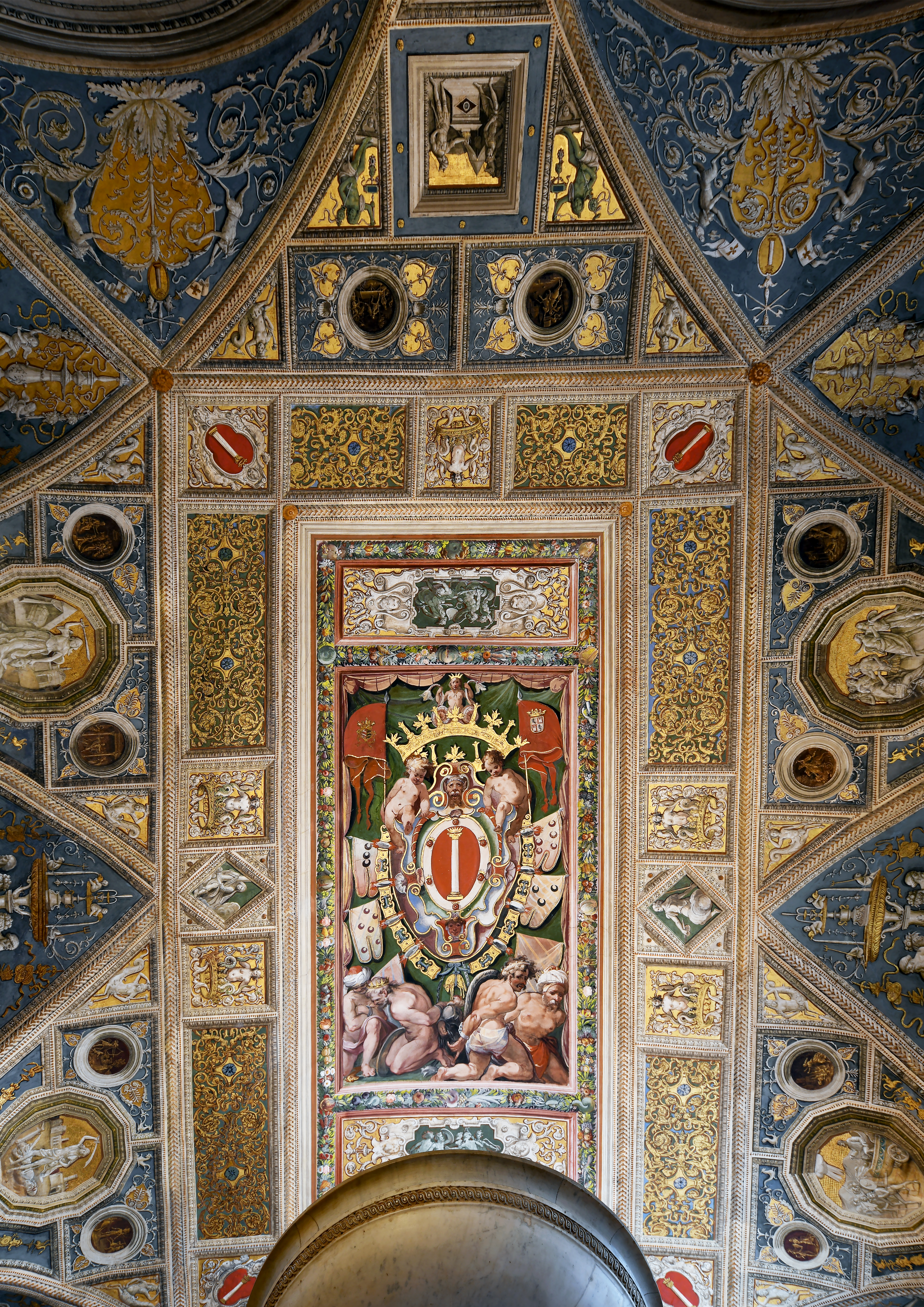
La volta della Sala della Fontana con affreschi del Pinturicchio.

Oddone Colonna, eletto papa nel 1417 come Martino V, fu il pontefice che mise fine alla cattività avignonese riportando la sede pontificia a Roma, città che trovò in condizioni disastrose: "lurida ed abbandonata" come scrisse il Platina. Risistemò, oltre alla città, il palazzo Colonna che fu sua dimora fino alla sua morte nel 1431.
Nel 1527 ospitò durante il Sacco di Roma Isabella d'Este, marchesana di Mantova, e grazie all'illustre presenza (era ella infatti madre di Ferrante I Gonzaga uno dei comandanti dell'esercito dei lanzichenecchi) il palazzo fu l'unico in tutta la città ad essere risparmiato al saccheggio, anche se le più di duemila persone che vi avevano trovato rifugio furono comunque catturate e sottoposte al pagamento di un riscatto per riottenere la libertà.
Quello che doveva essere il cosiddetto palazzo "dell'olmo", come mostra la rappresentazione di Maarten van Heemskerck, ancora nel 1535 insisteva sulle rovine dei templi imperiali (presumibilmente il Serapeo del Quirinale).
Nel XVI secolo i Colonna tornarono quindi in possesso dei palazzi Riario e Della Rovere, che già erano stati di loro proprietà sin dal medioevo e a queste ultime famiglie pervenuti a seguito dell'ostilità dei papi Eugenio IV e Sisto IV; e agli inizi del Seicento nella zona si contano sei palazzi dei Colonna. Il palazzo Colonna della Rovere, già detto del Vaso, dopo il suo probabile temporaneo abbandono successivamente ai saccheggi e agli incendi subiti nella prima metà del secolo e sulla cui struttura prima Pietro Riario e poi Giuliano della Rovere vi costruirono un nuovo edificio, dovette definitivamente essere ceduto dal cardinale Ascanio ai Frati minori conventuali, i quali già a metà XV secolo lamentavano l'impossibilità di poter costruire un loro monastero per essere la basilica circondata dalle proprietà dei Colonna, per volontà di Sisto V nel 1589 ad un prezzo di molto inferiore al suo valore, divenendo la sede del Ministro e della Curia generale dell'ordine.

### La ristrutturazione del XVII secolo e il palazzo barocco

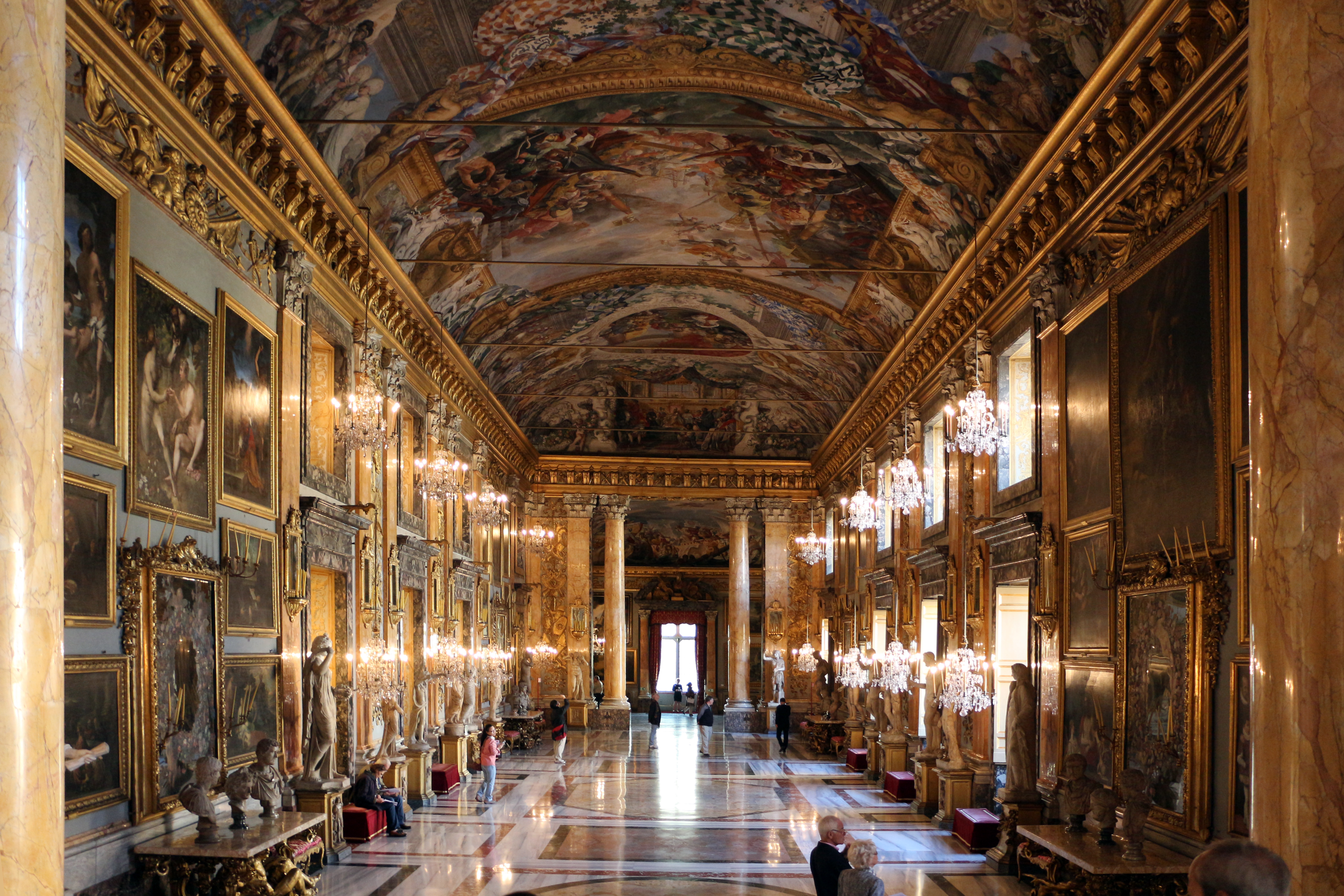
La galleria Colonna

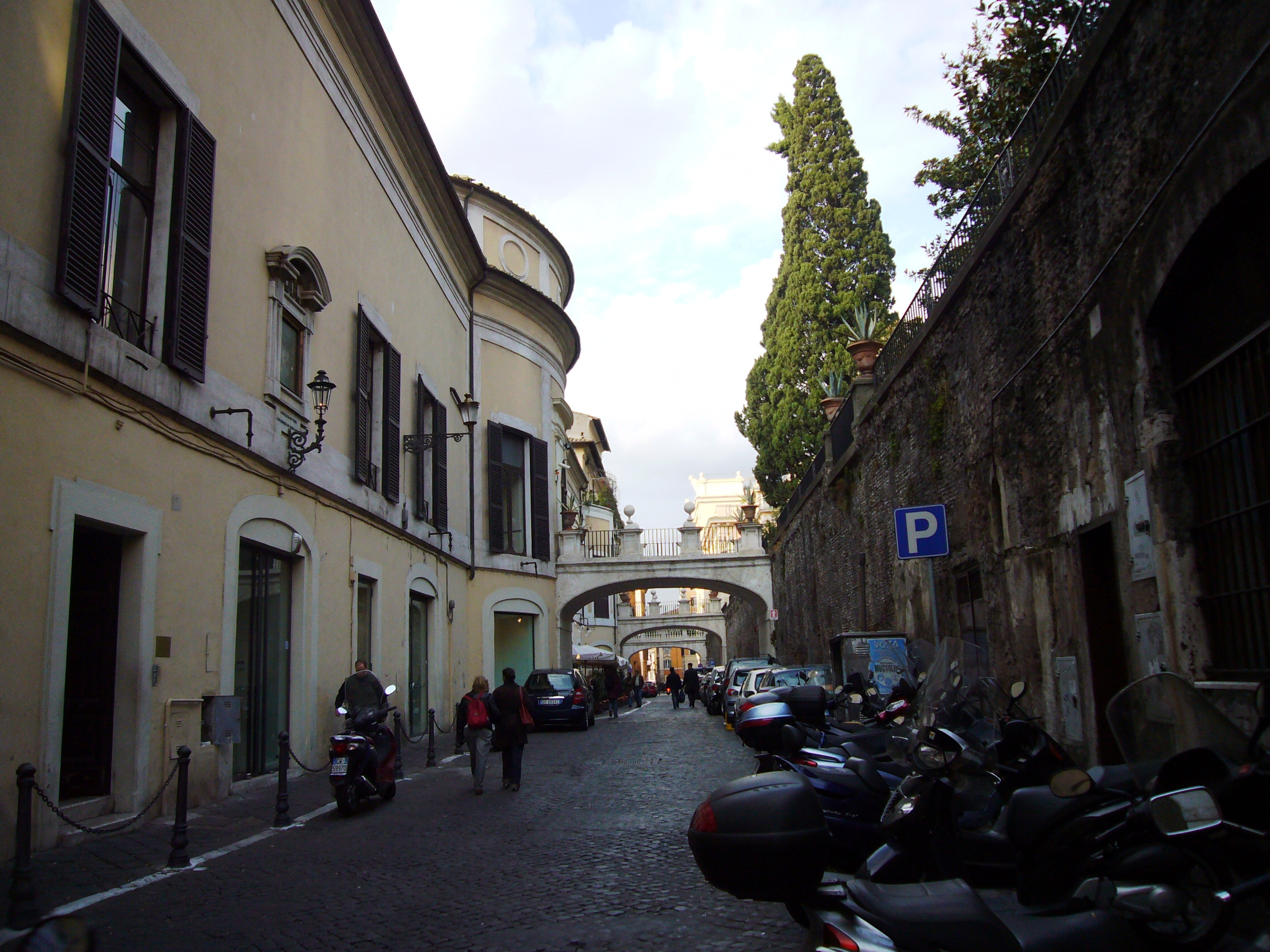
Veduta di Via della Pilotta con gli archi che collegano il Palazzo Colonna ai giardini e alla villa del Quirinale, sulla sinistra il profilo della Sala ovale del rifacimento barocco del palazzo.

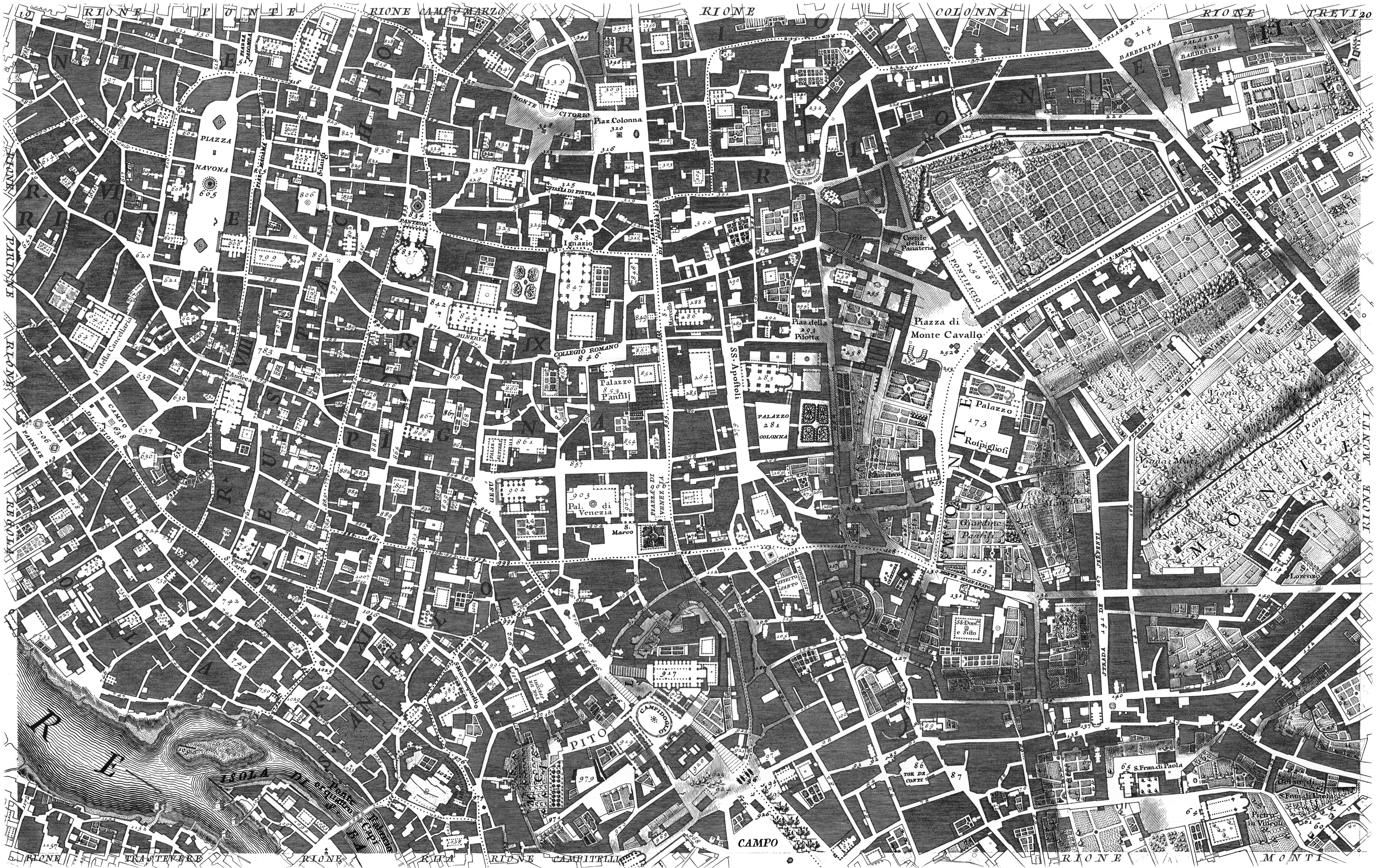
Al centro veduta dell'area di palazzo Colonna nella Pianta del Nolli (nn. 258 e 281)

Per volontà del cardinale Girolamo Colonna, figlio del connestabile Filippo e di Lucrezia Tomacelli-Cybo, nel 1649 si incominciò un ambizioso progetto di ristrutturazione e accorpamento dei vari corpi di fabbrica in un unico grande complesso architettonico. Nell'ambito di questi lavori, la Sala Grande e il salone Turco furono dipinti e decorati da Giacinto Brandi e da Giovanni Battista Magni detto il Modanino.
I lavori furono diretti inizialmente da Antonio Del Grande, e alla morte di questi (1671) da Girolamo Fontana. Il progetto continuò anche sotto il Gran Connestabile Lorenzo Onofrio, nipote del cardinale, e sotto Filippo II Colonna, fino al 1714. Nel 1730 il figlio di Filippo II, Fabrizio IV ordinò nuovi lavori a Nicola Michetti, al quale si deve anche il prospetto sulla piazza SS. Apostoli. La seconda galleria con la sala ovale, detta "rustica" (poiché rimasta incompiuta nella sua decorazione interna) su via della Pilotta, assieme a due dei 4 eleganti archi (i mediani, gli altri due estremi vennero fatti realizzare dal padre Filippo sul finire del Seicento) cavalcavia che collegano il palazzo al giardino della villa Colonna e alla facciata del palazzo vero e proprio, al di là della cortina sulla piazza, fu fatta edificare dal cardinale Girolamo II Colonna fra il 1757 e il 1764 a opera dell'architetto senese Paolo Posi.
Nella seconda metà del secolo XVII Lorenzo Onofrio Colonna e sua moglie Maria Mancini furono tra i principali promotori di opere e rappresentazioni teatrali nella città. Nel teatro del palazzo, già esistente nel 1610 quando se ne occupò Girolamo Rainaldi, nel 1668 avviene la prima assoluta di Il girello di Jacopo Melani a cui seguì nel 1676 la prima assoluta di La donna ancora è fedele di Bernardo Pasquini che vi rappresentò altre delle sue opere. Nel 1681 Carlo Fontana realizzò un nuovo teatro nel piano terra dell'edificio adiacente alla basilica dei Santi XII Apostoli.
Girolamo Colonna fece inoltre costruire l'ala più famosa del palazzo, la Galleria Colonna, iniziata sempre da Antonio Del Grande nel 1654, ripresa da Girolamo Fontana nel 1693 e inaugurata dal connestabile Filippo II nel 1703, destinata ad ospitare la ricca collezione di famiglia cominciata da Filippo I, che specialmente nei dipinti sarà una delle più importanti nella città. Per aiutare lo Stato Pontificio a far fronte alle gravose imposizioni previste dal Trattato di Tolentino, i Colonna furono costretti a vendere oltre a gran parte dei gioielli e dell'argenteria della famiglia, alcune delle opere tra le più importanti (Raffaello, Tiziano, Veronese, Correggio, Reni, Guercino), solo in parte sostituite con acquisizioni successive. 
Nel 1802 Carlo Emanuele IV, re di Sardegna, dalle sale di palazzo Colonna abdicò al trono a favore di Vittorio Emanuele I.
Il palazzo conserva comunque tutta la suggestione di una dimora patrizia romana dell'età barocca; oltre alla splendida volta della galleria, affrescata da Giovanni Coli e Filippo Gherardi, diversi ambienti sono decorati da Giuseppe Bartolomeo Chiari, Benedetto Luti, Pompeo Batoni. Il museo ospita dipinti di artisti quali Agnolo Bronzino, Annibale Carracci, Cosmè Tura, Francesco Albani, Pietro da Cortona, Guercino, Mattia Preti, Tintoretto e Paolo Veronese;

## Opere principali
Annibale Carracci
- Mangiafagioli, 1584-1585

Agnolo Bronzino

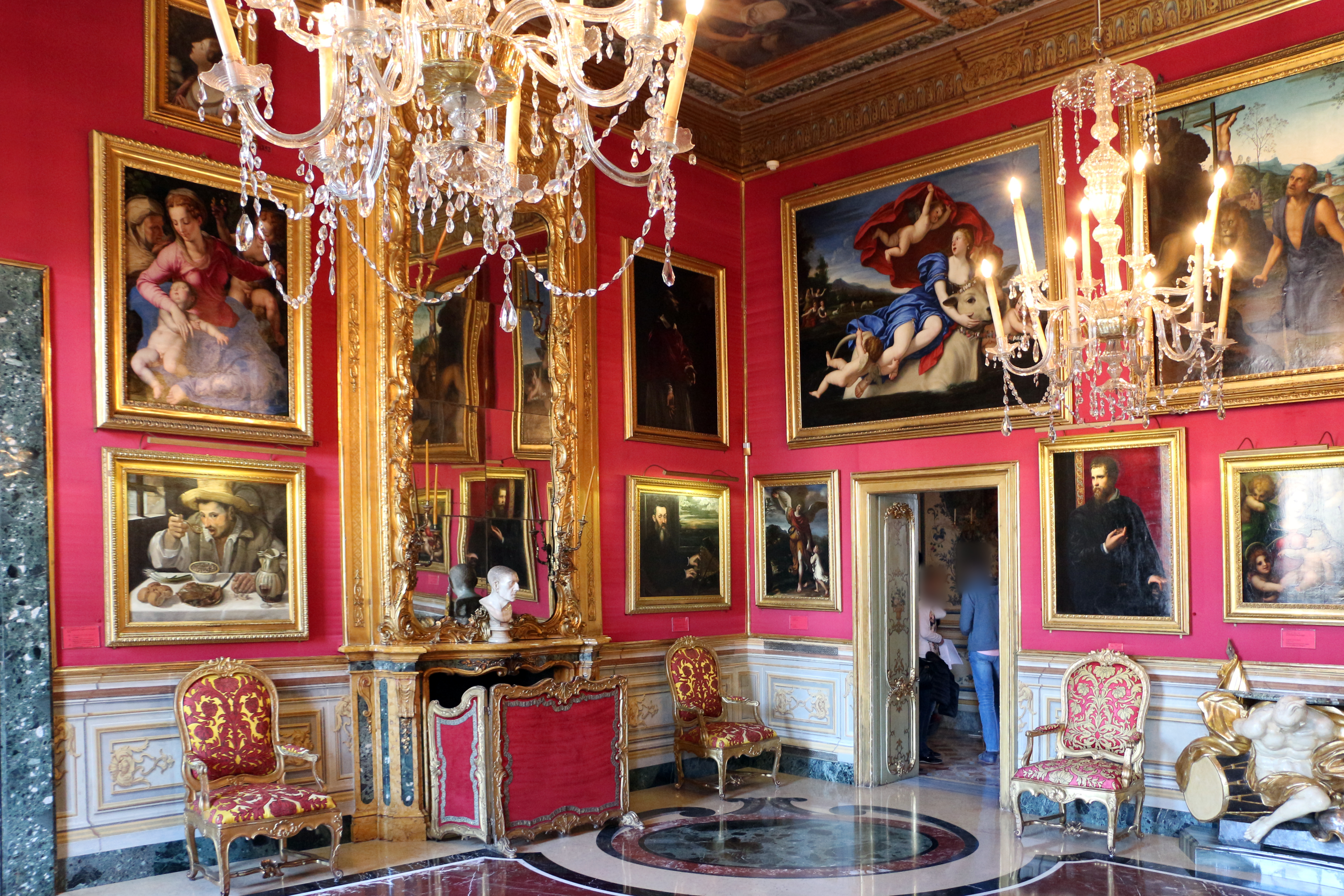
Sala dell'Apoteosi di Martino V, Galleria Colonna

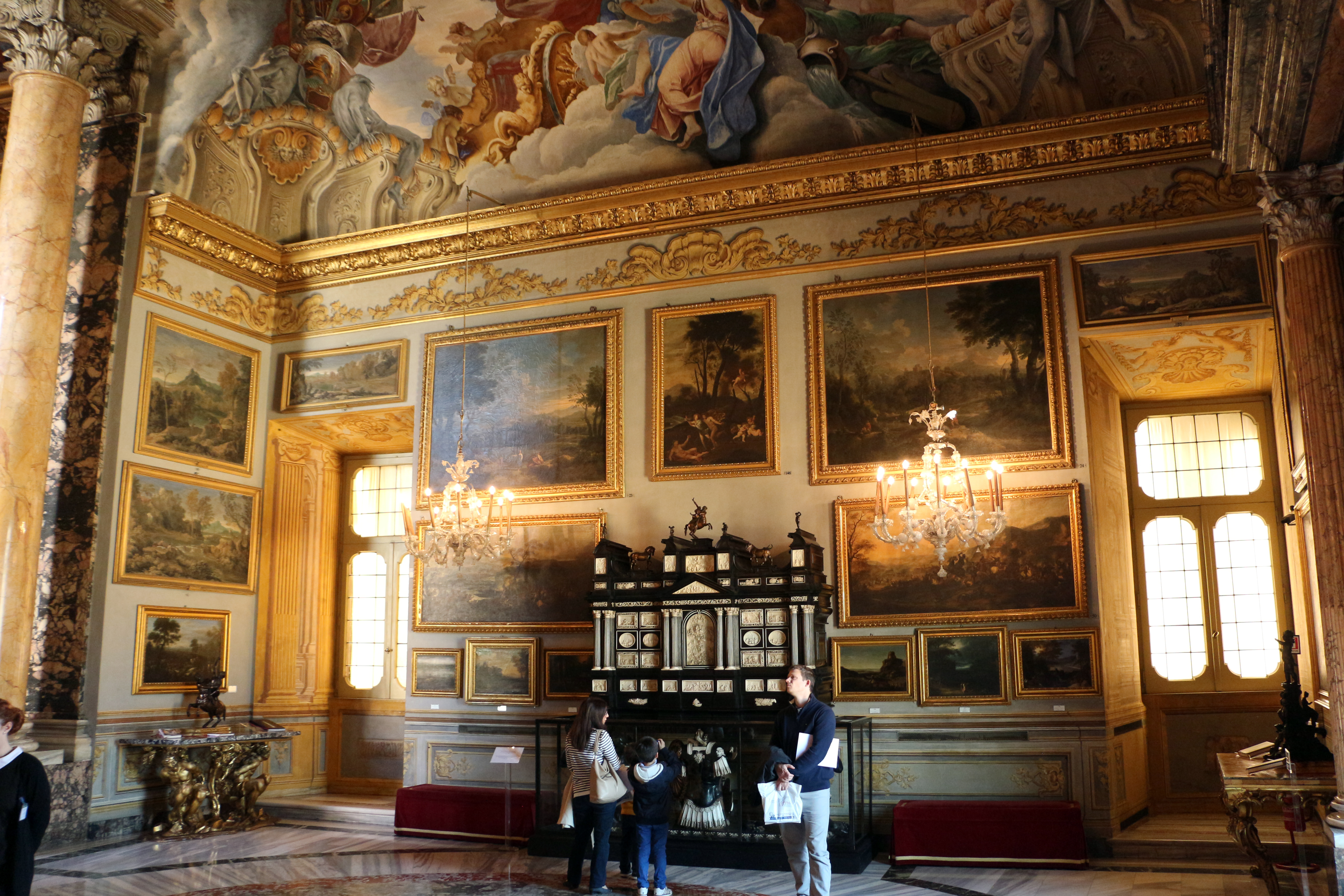
La sala dei Paesaggi

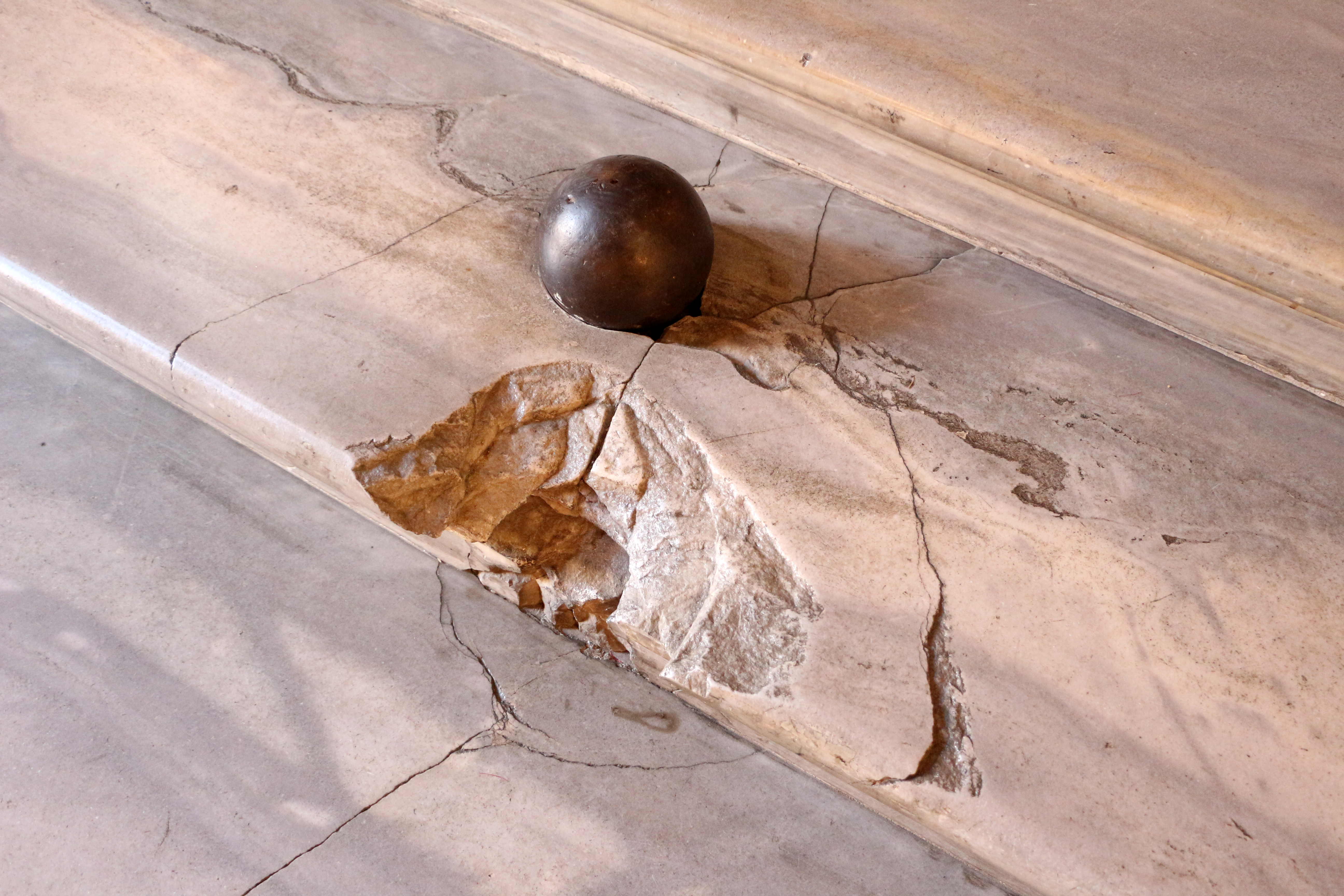
Nella Sala della colonna bellica è presente una palla di cannone francese sparata dal Gianicolo verso il Quirinale durante i combattimenti tra le truppe francesi di Luigi Napoleone Bonaparte e quelle della Repubblica romana nel 1849. È conficcata da allora in uno dei gradini che si scendono per accedere alla Sala grande del palazzo.

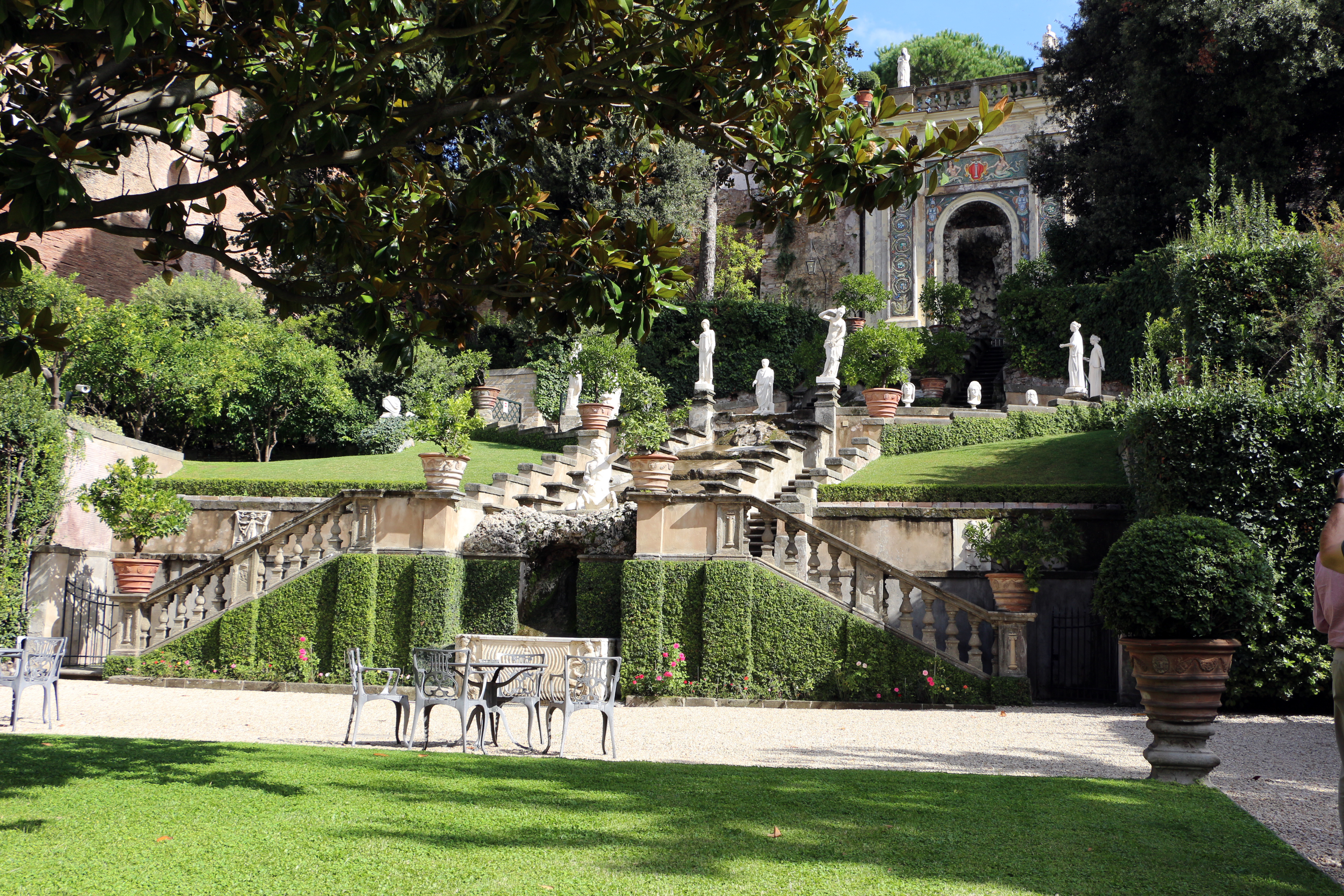
Veduta dei giardini del palazzo che si arrampicano sul colle Quirinale

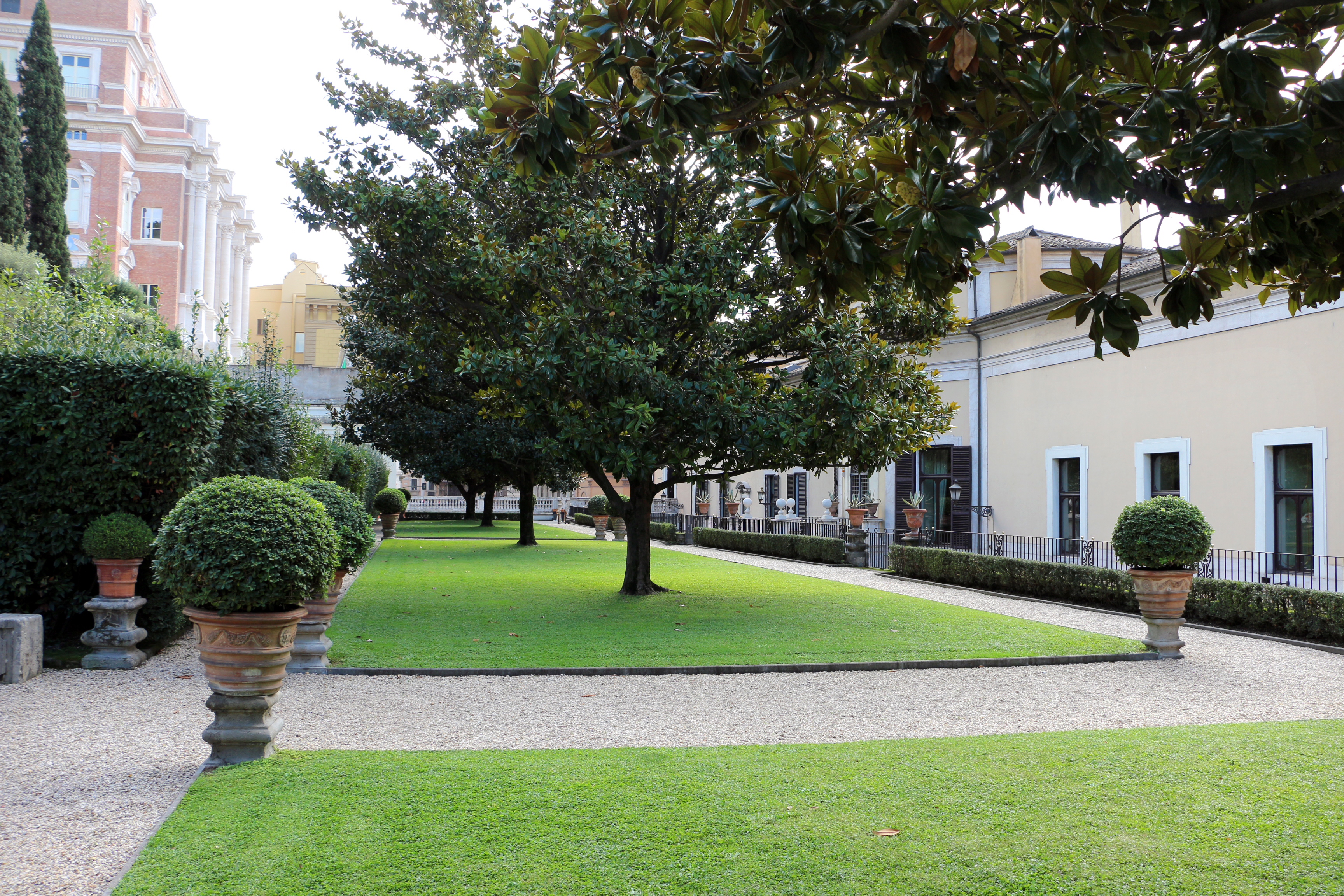
Altra veduta dei giardini del palazzo

- Venere, Cupido e un satiro, 1553-1555 circa

Carlo Crivelli
- Sant'Agostino, 1488-1489

Pisanello (copia da)
- Ritratto di Martino V

Cosmè Tura
- Santi Maurelio e Paolo con Niccolò Roverella, 1470-1474

## Set cinematografico
Nel salone della Galleria vennero girate le scene dell'ultima sequenza del film Vacanze romane.

## Note

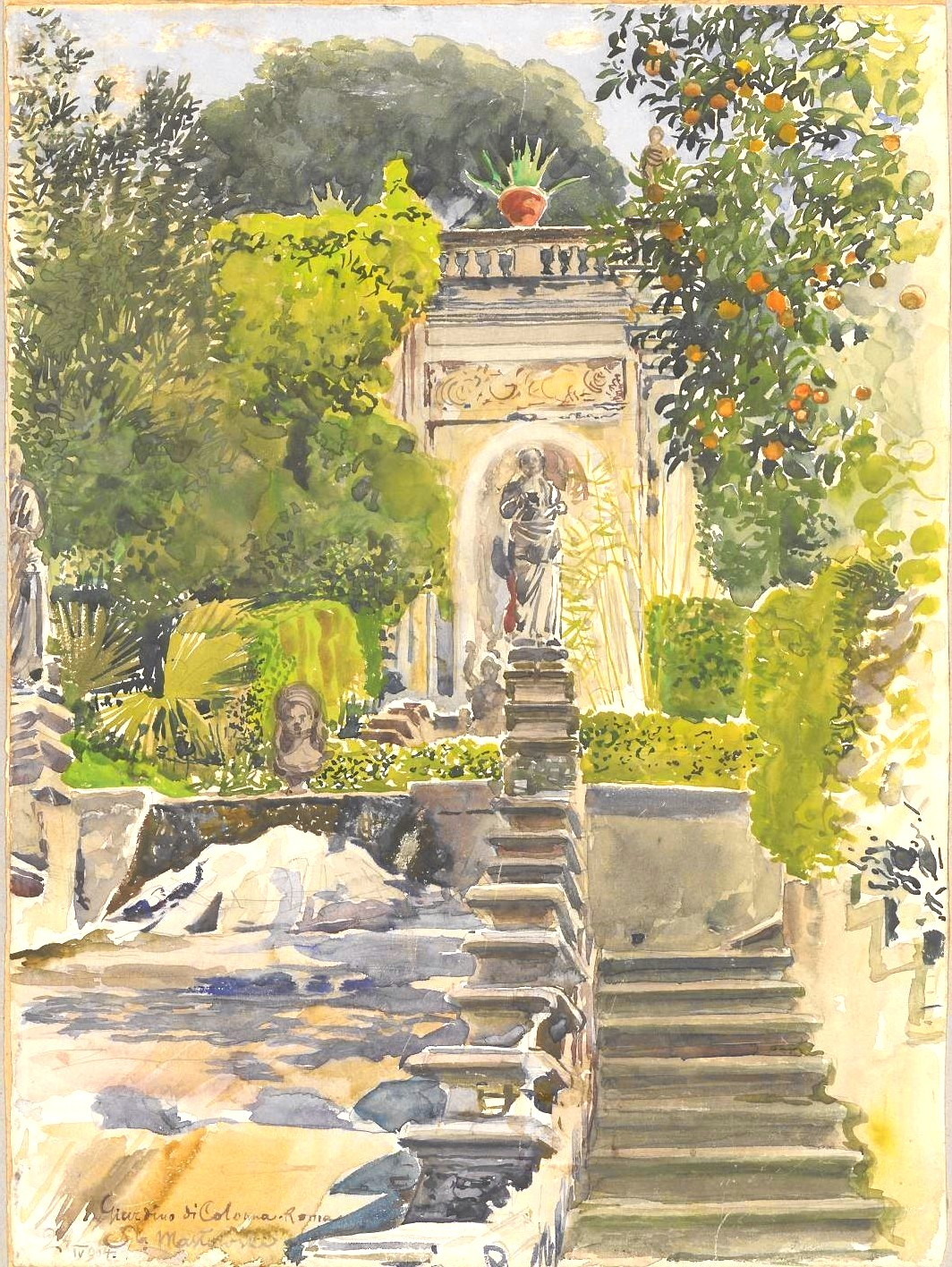
La villa Colonna descritta in un acquerello di Stanisław Masłowski (1853-1926)